# Société de recherche sociale appliquée
La Société de recherche sociale appliquée (SRSA) est un organisme canadien de recherche sur les politiques sociales. Indépendante, non partisane et sans but lucratif, elle œuvre dans la conception, la mise en œuvre et l’évaluation de projets de démonstration à grande échelle,.
Elle offre du soutien aux décideurs et aux intervenants dans l’élaboration et le recensement de politiques et de programmes sociaux efficaces, et cherche à améliorer les normes relatives aux éléments probants utilisées aux fins d’analyse de l’efficacité. Parmi ses nombreux domaines d’activité, on compte l’éducation, l’alphabétisation, le développement de l’enfant, le développement de la conscience communautaire, les programmes de sécurité du revenu et la santé de la population. Mettant l’accent sur le contexte canadien de la politique publique, la SRSA réalise la conception, la mise en œuvre, la gestion et l’évaluation de projets liés à ces domaines,.

## Histoire
Fondée en 1991 à la demande de Ressources humaines et Développement des compétences Canada (RHDCC), la SRSA est un organisme de recherche indépendant qui met en œuvre des projets de démonstration à long terme dans de multiples emplacements. Depuis sa fondation, la SRSA a mené à bien près de 150 projets et études pour le compte des gouvernements fédéral, provinciaux et municipaux, de même que pour d’autres organismes publics et sans but lucratif. En activité partout au Canada, elle possède des bureaux à Ottawa, à Toronto et à Vancouver.
Parmi ses plus récentes réalisations, on note l’imminente inauguration (à l’automne 2012) d’un Centre d’excellence en matière d’emploi, mandat obtenu du gouvernement de la Colombie-Britannique. Selon ce dernier, le centre offrira du soutien au milieu des services d’emploi, notamment les employeurs et les prestataires de services, dans le but d’améliorer les perspectives d’embauche des chômeurs de la province entière. Le centre proposera un programme de recherche et de développement ainsi qu’une approche systémique visant l’échange de pratiques exemplaires au sein du milieu. Il fera office de coordonnateur centralisé pour la recherche et l’innovation liées à l’emploi, et offrira de la formation sur les pratiques exemplaires.
La SRSA a également réalisé le projet de grande envergure La vie après le secondaire en Ontario. Financé par le gouvernement provincial, ce projet pilote offre aux élèves de 12e année de certaines écoles secondaires du soutien pratique pour la présentation de demandes d’aide financière et d’admission auprès d’établissements postsecondaires,,. De même, on note le projet Upskill: Essentials to Excel, qui emploie la méthode d’assignation aléatoire pour mesurer les conséquences de la formation en alphabétisation et en compétences essentielles sur les employés, notamment leurs aptitudes et leur rendement, à l’égard des objectifs liés au travail et à l’entreprise en général.
La SRSA a également dirigé le Projet d’autosuffisance, qui comparait un groupe programme et un groupe témoin, tous deux formés de chefs de famille monoparentale, prestataires de longue date de l’aide sociale. S’ils renonçaient à l’aide sociale et acceptaient un emploi à temps plein, les membres du groupe programme recevaient un supplément de revenu. Ce dernier leur était versé pendant trois ans, mais uniquement s’ils commençaient à travailler à temps plein dans les douze mois suivant l’assignation aléatoire. Le rapport d’étude subséquent a reçu la médaille Frisch, récompense bisannuelle décernée à un article empirique ou théorique publié dans la revue Econometrica au cours des cinq années précédentes.
En 2000, la SRSA s’est valu le Prix pour contribution exceptionnelle à la recherche du Secrétariat de la recherche sur les politiques.

## Publications choisies
Le site Web de la SRSA propose un vaste éventail de publications touchant les politiques sociales, réalisées au nom d’un gouvernement fédéral, provincial ou municipal ou d’un organisme sans but lucratif. En voici quelques exemples :
- Employees’ Perspectives on Intermittent Work Capacity: What Can Qualitative Research Tell Us in Ontario?, rapport d’étude sur l’emploi des personnes handicapées ayant une capacité de travail intermittente[18]

- Volonté des groupes sous-représentés de payer leurs études postsecondaires[19]

- Career Motion – Improving Career Decision-making of Young Workers[20], document de travail sur le projet Carrière en main, qui fournit des outils d’aide à l’emploi aux jeunes diplômés[20]

- Projet d’innovation en emploi communautaire – Encourager le travail et soutenir les collectivités[21]

- Projet Savoir en banque – Apprendre à épargner, épargner pour apprendre[22]

- Un avenir à découvrir[23]

- Projet d’autosuffisance – Symposium « Rendre le travail payant»[24]

- La littératie financière chez les étudiants à faible revenu[25]